# Försvar på djupet
Försvar på djupet, även djupförsvar är en militär term som betyder att den försvarande sidan placerar sina förband så att de gradvis absorberar en anfallande fiendes anfallskraft. Enheter som är placerade längre bak och som kan gå till motanfall kan ingå i ett djupförsvar. Ett framgångsrikt djupförsvar kan innebära att "chocken" av ett kraftigt anfall gradvis nedgår. Det finns flera historiska exempel på framgångsrika djupförsvar i krigföringen, exempelvis slaget vid Kursk under andra världskriget.